# معركة ليكة
معركة نهر ليكة  كان لقاء عكسري بين قوات البرتغالية بالغ عددها 6,800 رجلا بقيادة
جواو راماليو  و بيدرو كونت تراستمارا والجيوش القشتالية بالغ عددها 2,700 رجلا بقيادة رئيس أسافقة سانتياغو دي كومبوستيلا أرسلت من قبل خوان الأول ملك قشتالة لقهر مدينة بورتو برغم من صغر وحداتهم إلا أنهم لقوا تعزيزات كبيرة من لشبونة (مازالت في ذلك في ذلك محاصرة) استطعت هذه المععركة وقف هجوم محتمل على بورتو.